# Суровцова Надія Віталіївна
Надія Віталіївна Суровцова (5 (17) березня 1896, Київ — 13 квітня 1985, Умань) — українська громадська діячка, журналістка, авторка мемуарів. Редакторка іншомовних видань Міністерства закордонних справ УНР. Також перекладачка, за фахом історик. Доктор філософії.
Жертва сталінського терору.

## Життєпис
Надія Суровцова народилася в Києві 18 березня 1896 року, а невдовзі її родина перебралась до Умані.
Здобула гімназійну освіту із золотою медаллю. З метою вступу на Бестужевські вищі жіночі курси вирушила до Санкт-Петербурга. Там її зацікавила Українська громада і «Українське студентське земляцтво». Після початку Першої світової війни продовжувала навчання і водночас працювала медсестрою в українському лазареті в Петербурзі на Тучковій набережній.
До 1917 року навчалася на історико-філологічному факультеті Петербурзького університету, брала активну участь в українському студентському житті. Як представниця групи Євгена Нероновича, що займала антивоєнні позиції, переїхала до Києва.
Після Лютневої революції 1917 року і постання Центральної Ради двісті українських студентів-петербурзців делегували Суровцову до Києва, на прийом до М. Грушевського. Як інструктор УЦР вона проводила агітаційну роботу на Уманщині, їздила по селах, була заступницею голови уманської «Селянської спілки».
Після повернення до Києва незакінчену петербурзьку освіту продовжила в Київському університеті. Працювала в Українській Центральній Раді. Активний діяч Селянської Спілки, співробітник київської газети «Трибуна». У 1917 році редагувала чужомовні видання Міністерства закордонних справ у Києві. З 1 грудня 1917 року була призначена на посаду діловода Департаменту в справах біженців при Генеральному секретарстві внутрішніх справ, де під орудою Володимира Винниченка, Олександра Шульгина і Костя Лоського співпрацювала з вихідцями з Галичини, Січовими Стрільцями братами Василем і Петром Дідушками, Іваном Чмолою, Євгеном Коновальцем.
Під час Гетьманату — співробітниця секретаріату Міністерства закордонних справ. За часів Директорії Н. Суровцову запрошено до складу української делегації, яка виїхала до Франції на Паризьку мирну конференцію. До Парижу вона не доїхала — затрималася у Швейцарії через політичну ситуацію.

Надія Суровцова

У 1918 році емігрувала до Австрії. Закінчила філософський факультет Віденського університету. Після захисту дисертації на тему «Богдан Хмельницький та ідея української державності», 30 червня 1920 року в університетській залі Відня їй присвоєно ступінь доктора філософії. Надія Віталіївна стала першою жінкою з України — доктором філософії. Працювала викладачем у Віденській сільськогосподарській академії.
Брала участь у роботі жіночих організацій, зокрема, у роботі Міжнародної жіночої ліги миру і свободи, була делегаткою на конгресах Ліги у Відні, Дрездені, Гаазі, Амстердамі, Парижі та Вашингтоні. Член закордонної Національної Ради, заступниця голови Товариства прогресивних журналістів Європи, член австрійської філії групи Ромена Роллана й Анрі Барбюса «Клярте». На початку 1920-х рр. захопилася ідеологією марксизму. Суровцова підпала під ідейний вплив представника радянської України в Австрії Ю. Коцюбинського та у 1924 році вступила до австрійської компартії. Працювала в радянофільському і фінансованому з СРСР часописі «Нова громада» у Відні.
У 1925 році переїхала до СРСР, спочатку — до Москви, потім — до Харкова. Працювала в різних установах істориком, співробітницею у системі Головліту, кіноуправлінні, у радіотелеграфному агентстві, у Наркоматі іноземних справ; у РАТАУ. Ставши аспіранткою Дмитра Багалія, відомого історика України, працювала в Науково-дослідній Катедрі історії України ім. Д. Багалія. Її цікавив декабристський рух в Україні. У Харкові вона підтримувала тісні зв'язки й співпрацювала з відомими письменниками, вченими та художниками.
У 1927 році заарештована органами ГПУ СРСР, засуджена і заслана в табори ГУЛАГ СРСР. Звільнена лише 1954 року.
У 1956 році вона була реабілітована, а на початку 1957 року переїхала у Київ як «рівноправна громадянка України».
Незабаром повернулась до Умані, де оселилась у батьківському будинку. Займалась літературною і громадською роботою, контактуючи з провідними письменниками того часу. Збирала книжки, скульптури, картини, впорядкувала бібліотеку для місцевого краєзнавчого музею, вела екскурсії там, а також у парку «Софіївка». Зібрала унікальні матеріали про парк та його героїню — графиню Софію Потоцьку, коли працювала в бібліотеках Львова і Києва. Усе зібране передала польському історикові Єжи Лоєку, а той написав за цими й іншими матеріалами книжку «Історія гарної бітинки. Розповідь про життя Софії Віттової — Потоцької (1760—1822)».
Очолювала Товариство охорони пам'яток історії та культури, сприяла реставрації місцевого костелу і відкриттю в його приміщенні картинної галереї.
У 1958 році підготувала збірку новел «По той бік» (не видано). Залишила спогади. Останні місяці життя вона тяжко хворіла і 13 квітня 1985 року померла. Похована в Умані.

## Вшанування
Визнання прийшло до Надії Суровцової посмертно. Від 1989 р. і в 1990-х роках про неї з'являються публікації та спогади у періодичній пресі. У 1996 році Видавництво імені Олени Теліги за ініціативи й упорядкування Лесі Падун-Лук'янової, видало унікальні «Спогади» Н. Суровцової, а в 2001 році праці її «Листи», книгу першу.
В Умані за адресою: вул. Воїнів-інтернаціоналістів, 6 діє Меморіальний музей-квартира Надії Суровцової.
Також в Умані одну з вулиць названо ім'ям Надії Суровцової. У Черкасах на честь Надії Суровцевої також названо провулок. У Вінниці вулицю Лавреньова перейменовано на честь Надії Суровцової.

## Перекладацька та творча діяльність
Надія Віталіївна в умовах матеріальної скрути підробляла перекладами з різних мов. У результаті з'явились переклади українською наступних книжок:
- «Лорд Фаунтлерой» Френсіса Годґсона Бернет;
- «Айвенго» Вальтера Скотта;
- «Подорож до Індії» Вольдемара Бонзельса;
- «Цвіркун у запічку» Діккенса;
- З французької на українську й російську мови переклала книжку 1846 року про історію «Софіївки»[10].

Пробувала себе й в оригінальній творчості: подавала публіцистичні статті до періодичних видань, написала п'єсу «За ґратами» для робітничого клубу «Єдність».
Її друкують харківські «Вісті», «Червоний клич», «Робітнича». «Комуніст», закордонні видання: нью-йоркські «Щоденні вісті», вінніпезька «Робітниця», канадські «Робітничі вісті».

## Плагіат її творів
2025 року Оксана Забужко оприлюднила свідоцтва плагіату, який вчинив радянський письменник Павло Загребельний стосовно творів репресованої Надії Суровцової. При цьому залишається невідомим, як до Загребельного потрапив її рукопис.

## Твори
- Суровцова Н. «Весно!», 1924.
- Н.Суровцова. Спогади. — Київ: Видавництво ім. О.Теліги, 1996. — 432 с.
- Надія Суровцова. Листи. — Київ: вид ім. Олени Теліги, 2001, 704 с.
- Суровцова Н. Олізар та його відношення до декабристів // Наукові записки науково-дослідчої кафедри історії української культури. — Харків: Державне видавництво України. — 1927. — № 6. — С. 145 — 161.